# Mylo Hubert Vergara
Mylo Hubert Claudio Vergara (23 de outubro de 1962) é um bispo filipino da Igreja Católica. Ele é o segundo e atual Bispo de Pasig, e já havia servido como o terceiro Bispo de San Jose de 12 de fevereiro de 2005 a 20 de abril de 2011.

## Infância e educação
Mylo Hubert Claudio Vergara nasceu em 23 de outubro de 1962 em Manila, Filipinas. Ele estudou o ensino fundamental na Escola Primária Ateneo de Manila e o ensino médio na Escola Secundária Ateneo de Manila. Ele se graduou em B.S. Engenheiro de Gestão e Mestre em Filosofia pela Universidade Ateneo de Manila, e obteve a licenciatura em Teologia Sacra pela Escola de Teologia Loyola da mesma Universidade e o Doutorado em Teologia Sacra pela Universidade de Santo Tomas.

## Ministério

### Sacerdócio (1990–2005)
Em 24 de março de 1990, Vergara foi ordenado sacerdote pelo Cardeal Jaime Sin, Arcebispo de Manila na Catedral de Manila.
Após sua ordenação, Vergara serviu como vigário paroquial da paróquia de Santo André Apóstolo em Makati. De 1994 a 2001, ele serviu como reitor do Seminário Sênior dos Santos Apóstolos em Makati. Depois, tornou-se também pároco da Paróquia de Santa Rita de Cássia em Philamlife Homes, Quezon City.

### Bispado (2005-presente)
Vergara foi nomeado terceiro bispo de San Jose em 12 de fevereiro de 2005 pelo [[Papa João Paulo II e foi empossado em 14 de maio do mesmo ano. Em 20 de abril de 2011, foi nomeado segundo bispo de Pasig.